# Joey Kramer
Joseph Michael "Joey" Kramer (Nueva York, 21 de junio de 1950) es el baterista de la banda de rock estadounidense Aerosmith.

## Carrera
Su primera colaboración autoral con la banda fue para la canción Pandora's Box, del disco Get Your Wings, de 1974. También figura en los créditos de canciones como Kings and Queens y The Hand That Feeds.
El nombre de la banda, Aerosmith, es de su autoría, ya que es un nombre de fantasía que escribía en sus cuadernos mientras se encontraba en la secundaria.
Reemplazó a Steven Tyler en la batería para que Tyler pudiera dedicarse solamente a cantar. En los comienzos de la banda, vivían todos los miembros en un mismo departamento en Boston. Se pasaban el día comiendo arroz y verduras y viendo Los tres chiflados mientras escuchaban a Jeff Beck, Cream y Deep Purple. 